# アイソスタシー

2次元モデルで示したアイソスタシーの説明図。比重の大きいマントルの上に、比重の小さい地殻が浮かんでいる。
1: 山岳、2: 高地、3: 普通の大陸、4: 大洋底、5: 海洋面、6: 地殻、7: マントル

アイソスタシー（英: isostasy）とは、比較的軽い地殻が、重く流動性のある上部マントルに浮かんでおり、地殻の荷重と地殻に働く浮力がつり合っているとする説、または、そのつり合い。地殻均衡（説）ともいう。
ヒマラヤ山脈での鉛直線の偏差を説明するために、ジョージ・ビドル・エアリー（1855）とジョン・ヘンリー・プラット（1859）が唱えた説で、後にクラレンス・エドワード・ダットン（1889）が「アイソスタシー」と命名した。

## 概要

マントルの構造

地球表層である硬く流動性の少ない層をリソスフェア、リソスフェアをその上に浮かべている比較的高い流動性を持つ層をアセノスフェアと呼ぶ。リソスフェアはマントル最上部の硬い（弾性的な性質が強い）部分リッドと地球最表層の地殻を合わせたものである。アセノスフェアは固体だが、部分的に溶融しており、長い時間で見ると液体の様な流動性を持つ。
アイソスタシーは、我々が普段目にする山や海底といった地形の形成に重大な役割を果たす。アイソスタシーにより、地殻の厚さはその土地の標高を決める最も重要な要素となる。リッドはアセノスフェアより密度が大きいため、リッドだけではアセノスフェアに沈む。密度の小さい地殻がその上に接着することにより、浮力が生まれる。浮力は物体の体積が大きければ大きいほど強くなるため、厚い地殻はより強い浮力を得て、標高を高くする。上の「2次元モデルで示したアイソスタシーの説明図」では、地殻の厚さとその土地の標高の高さが一般的に比例することを示している。巨大な岩石の塊①は高くそびえる山岳となり、逆に薄い岩盤④は海底となる。
地球表層の大部分でアイソスタシーは成立している。ただし、アイソスタシーが成り立たない地域もある。収束型境界のような大きな水平圧力が地殻に働いている場合や、氷床といった巨大な質量が消失し、荷重の変化に対応して新しいアイソスタシーが生まれる途上などである。例えば、かつて厚さ2,000メートルの巨大な氷床に覆われていたスカンジナビア半島では、氷床の消滅後、現在も年間数ミリメートル単位で隆起が続いている。